# Beștepe
Beştepe é uma comuna romena localizada no distrito de Tulcea, na região de Dobruja. A comuna possui uma área de 64.23 km² e sua população era de 1991 habitantes segundo o censo de 2007.